# Big Baby Tape
Big Baby Tape (читається «Біг Бе́йбі Тейп»; справжнє ім'я — Єгор Олегович Ракітін; народився 5 січня 2000 року, Москва, Росія — російський треп-виконавець і автор пісень. Творець і негласний лідер музичного об'єднання Benzo Gang. Виступає також під псевдонімами DJ Tape («Діджей Тейп») і альтер-его Tape LaFlare («Тейп Лафле́р»).
10 травня 2019 року відбувся реліз другого міні-альбому Єгора під назвою ARGUMENTS & FACTS.

## Біографія і музична кар'єра

### Ранній період: юність, початок музичної кар'єри
Народився 5 січня 2000 року. Знайомство Єгора з репом відбулося у 4 роки, коли він вперше почув пісні 50 Cent, які вразили майбутнього музиканта. Пізніше Єгор познайомився з піснями Gucci Mane, котрі вплинули на сучасну творчість Єгора. У віці шести років на питання тітки: «Ким ти хочеш стати, коли виростеш?» Єгор відповідав: «Репером!». У 12 років почав навчатися створювати музику у програмі Fruity Loops, з якою Єгора познайомив друг його сестри. Спочатку у випадковому порядку натискав різні кнопки, не розуміючи, як з нею працювати, і невдовзі її занедбав. Уже через рік Єгор вернувся до роботи у даній програмі і не припиняв створювати біти (хіп-хоп інструментали), роблячи перерви не більш ніж на один день протягом декількох років. Орієнтирами у бітмейкінгу для нього в різний час були Madlib, DJ Zinc, DJ Rashad, DJ Smokey і DJ Paul. У 15 років Єгор взяв псевдонім DJ Tape і навіть планував випустити інструментальний музичний альбом DJ Tape 2000, але реліз не відбувся, тому що Єгор не зміг довести проект до планованої якості. Після цього він вирішив читати реп під псевдонімом Big Baby Tape.

### 2017—2018:Hoodrich Tales—Dragonborn
У травні 2017 року виходить перший 4-трековий міні-тейп Єгора Cookin' Anthem. Наприкінці 2017 року репер знайомиться з Feduk, побачивши, що той слухає його пісні в Stories в Instagram. В інтерв'ю для шоу «вДудь» Федір заявив, що  Big Baby Tape входить у топ-2 його найулюбленіших реперів, і Біг Бейбі Тейп набуває першого широкого розголосу . Згодом Єгор починає продавати інструментали колегам по цеху.
Окрім Feduk, у 2018 році Єгор звернув увагу таких великих артистів, як Kizaru, Boulevard Depo, Face і Pharaoh. 8 березня 2018 року виходить спільний з Feduk сінгл «Hustle Tales». 1 червня 2018 року у світ виходить дебютний міні-альбом Hoodrich Tales з гостьовою участю Polyana (MellowBite), Alizade, Boulevard Depo, Feduk і альтер-его Єгора Tape LaFlare. Музичний реліз був повністю спродюсованим самим Єгором.
16 листопада 2018 року відбувся реліз дебютного студійного альбому Dragonborn, випущеного на лейблі Warner Music Russia. Участь у записі музичного релізу прийняли Boulevard Depo, Хаскі, Jeembo, i61, White Punk та інші. Через кілька днів після релізу альбому трек «Gimme The Loot» зайняв першу позицію у пісенних чартах Apple Music, iTunes Store, «ВКонтакте», змістивши останні альбоми Feduk і Элджея, а також опередив «Sicko Mode» від Travis Scott і «Thank U, Next» від Ariana Grande на сайті Genius.

### 2019 — 2021: розпад Benzo Gang, «ARGUMENTS & FACTS»
8 березня 2019 року на офіційному YouTube-каналі творчого об’єднання Benzo Gang вийшов відеоролик, у якому Єгор розказав історію їхнього знайомства, про роботу всередині колективу і відносини з кожним учасником. У ході монологу стало відоме те, що розпаду колективу сприяла мала продуктивність учасників. Спочатку, по вказівці Єгора, об’єднання покинули Dope V, Cash Choppa і LilJPlug. Особливу увагу у відеоролику було приділено його відносинам з Dimebag Plugg, листуванням Андрія з фанатами, котрі присилали Єгору у соціальних мережах. Причиною їхніх поганих відносин послужили проблеми Андрія з законом, наркотиками, фінансовим станом, лицемірством, а також малою активністю всередині колективу. Ролик закінчився словами Єгора: «Короче, Dimebag — полнейший lame и полнейшее чмо. Пошел [к чёрту], Dimebag!».
10 травня 2019 року відбувся вихід другого міні-альбому Єгора під назвою ARGUMENTS & FACTS.
Невдовзі після релізу на альбом звернув увагу флоридський репер Leavemealone, який виявив там фрагмент своєї пісні, взятий без дозволу, і звинуватив Big Baby Tape у плагіаті. Камнен спотикання стала пісня «Weight», приспів якої практично ідентичний по ритмічному малюнку композиції Leavemealone «Face». Російський артист дав коментарі, що «не до кінця усвідомив всю відповідальність», яка прийшла разом з широкою аудиторією, оскільки раніше він все життя щось запозичував, переробляв, цитував. Leavemealone відповідь Тейпа не сподобалась, і він побажав йому визнати свій промах і рухатися дальше, не крадучи музику в інших. На захист Єгора встав блогер Даня Порнореп: по його словах, у Big Baby Tape є свій унікальний почерк, який і вирізняє оригінальну роботу від копії, його звучання об’ємніше і «інтелігетно качаюче», а у Leavemealone всього цього «немає і в помині», тому вкрасти Tape «нічого не міг, тому що там нічого красти», а «музика, починаючи з винаходу ремікса і семплювання, це зовсім не про мелодії і оригінальний ритм».
Після цих подій Big Baby Tape взяв перерву та випустив лише кілька треків за півтора роки. У 2020 році, в день двохріччя альбому Dragonborn, він заявив, що працює над альбомом LaFlare, який вийде в 2021 році.

### 2021 — наш час: співпраця з kizaru, «BANDANA I», «BANDANA II», «VARSKVA», «PEEKABOO»
Протягом грудня 2021-січня 2022 року Big Baby Tape показав кілька сніпетів з альбому Bandana II. Вихід альбому очікується з поверненням великих лейблів на реп сцену.
Осінню 2023 року вийшов довгоочікуваний альбом «VARSKVA». Альбом складається з 14 треків. Альбом написаний з kizaru, baby melo, MACAN, huzzy buzzy, ALBLAK52.
Перший сінгл з альбому Єгор випустив 15 вересня 23 року, трек носить назву «Dying 2 Live»
Після серії сніппетів в ексклюзивному випуску «Fast Food Music» Big Baby Tape та Aarne дали анонс своєму новому студійному альбому , якому дали назву «PEEKABOO». Як зазначається він вийде в п'ятницю 28.06.24. На альбомі будуть спільні треки з TOXI$, voskresenskii, Платина, ICEGERGERT, FEDUK.
Також Єгор поділився у нещодавньому влозі на YouTube-каналі «John However» що після написання та релізу альбому «PEEKABOO» їде до kizaru в Барселону писати другу частину бандани.
Взимку випустив сингл «Chuchuka».

## Музичний стиль
На музичний стиль Big Baby Tape сильно вплинула творчість Gucci Mane і MF Doom. Він черпає натхнення з творчості американських андеґраунд-реперів KirbLaGoop, CHXPO, Goth Money Records та інших. Також змішує американський вуличний сленг з російською мовою і автентично передає класичне звучання трепа. За словами виконавця, англійську мову він вивчив по відеоіграх і піснях: грався у Grand Theft Auto: San Andreas, перекладав російською треки Eminem і 50 Cent.

## Дискографія

### Студійні альбоми
| Рік  | Альбом                        |
| ---- | ----------------------------- |
| 2018 | Dragonborn                    |
| 2021 | BANDANA (спільно з Kizaru)    |
| 2023 | VARSKVA                       |
| TBA  | Bandana II (спільно з Kizaru) |
| TBA  | LaFlare                       |

### Міні-альбоми
| Рік  | Міні-альбом       |
| ---- | ----------------- |
| 2018 | Hoodrich Tales    |
| 2019 | ARGUMENTS & FACTS |

### Мікстейпи
| Рік  | Мікстейп                               |
| ---- | -------------------------------------- |
| 2016 | The Further Adventures Inside The Trap |
| 2017 | Cookin’ Anthem                         |

### Сінгли
| Рік  | Сінгл                                            |
| ---- | ------------------------------------------------ |
| 2017 | «Trailer Traphouse»                              |
| 2017 | «Take A Lick 2017 FREESTYLE»                     |
| 2017 | «Trap Medals» (за участю Tape LaFlare і Alizade) |
| 2017 | «Dave Chappelle»                                 |
| 2017 | «Neighborhood Hoe FREESTYLE»                     |
| 2017 | «Go Go Tape»                                     |
| 2017 | «Big Dope» (за участю KirbLaGoop)                |
| 2017 | «Wasabi»                                         |
| 2017 | «Usher»                                          |
| 2017 | «Home Alone»                                     |
| 2018 | «Flip Phone Twerk»                               |
| 2018 | «Hustle Tales» (за участю Feduk)                 |
| 2018 | «Point Em Out Freestyle»                         |
| 2018 | «Gimme the Loot»                                 |
| 2019 | «Trap Luv»                                       |
| 2019 | «Gucci» (ALIZADE за участю Big Baby Tape)        |
| 2020 | «Errday»                                         |
| 2020 | «Balance»                                        |
| 2020 | «KARI»                                           |
| 2021 | «Stick out» (за участю kizaru)                   |
| 2021 | «Влюбилась» (за участью Молодой Платон)          |
| 2022 | «VLAGA»                                          |
| 2022 | «Мой Белый» (за участью Young Moscow)            |
| 2022 | «Like A G6»                                      |
| 2023 | «HOODAK MP3» (за участью Aarne)                  |
| 2023 | «Baby» (за участью Huzzy Buzzy)                  |
| 2023 | «Dying 2 Live»                                   |

### Гостьова участь
| Рік  | Артист         | Музичний альбом   | Трек                    |
| ---- | -------------- | ----------------- | ----------------------- |
| 2018 | Boulevard Depo | RAPP2             | «Люди дрессируют людей» |
| 2018 | OG Prince      | The Decox         | «Twist It»              |
| 2018 | OG Prince      | The Decox         | «Outro»                 |
| 2018 | PHARAOH        | PHUNERAL          | «Шипучка»               |
| 2018 | LOCO OG ROCKA  | Touchdown, Vol. 1 | «Pretty Boy Trap»       |
| 2019 | Lovesomemama   | Motherlode        | «SOGAS»                 |
| 2019 | lil krystalll  | NO LABEL          | «7 дней»                |
| 2019 | OG Buda        | ОПГ СИТИ          | «ЛЕГЕНДЫ ЗЕЛЬДЫ»        |
| 2021 | Платина        | Sosa Muzik        | «Веном»                 |
| 2021 | The Limba      | Anima             | «В поле»                |
| 2021 | Молодой Платон | SON OF TRAP       | «KATER»                 |
| 2022 | OG Buda        | FREERIO 2         | «КЭН»                   |
| 2022 | Aarne          | AA LANGUAGE       | «Ski Ski»               |

## Концертні турне
| Рік  | Турне                                             |
| ---- | ------------------------------------------------- |
| 2018 | Dragonborn Tour                                   |
| 2019 | Dragonborn Tour II                                |
| 2019 | Europe Tour                                       |
| 2020 | Baby On Board (скасовано через пандемію COVID-19) |